# 白蓝狸藻
白蓝狸藻（学名：Utricularia albocaerulea）为狸藻属食虫植物。其种加词“albocaerulea”来源于拉丁文“albus”和“caeruleus”，意为“白色”和“深蓝色、深绿色”。其为印度马哈拉施特拉邦的特有种，仅已知其在该邦西南部存在少量分布地。白蓝狸藻陆生于潮湿土壤中或岩石上。1851年，尼科尔·亚历山大·达尔泽尔（Nicol Alexander Dalzell）最先描述了这个物种。